# Flagge New Hampshires

Flagge von New Hampshire; 2:3

Die Flagge des US-Bundesstaats New Hampshire wurde am 1. Januar 1932 eingeführt.

## Beschreibung

Siegel New Hampshires

Die Flagge zeigt das Staatssiegel auf blauem Feld. Das Siegel ist von einem Kranz und neun Sternen umgeben, Symbol dafür, dass New Hampshire als neunter Staat der Union beitrat. Der Kranz ist ein altes Symbol für Ehre, Ruhm und Sieg. Das Wasser steht für den Hafen von Portsmouth. Der Fels symbolisiert die raue Landschaft und den rauen Charakter der Menschen des Staates.
Das Siegel New Hampshires zeigt das im Jahr 1776 in der Stadt Portsmouth gebaute Schiff USS Raleigh, eines der ersten 13 Kriegsschiffe, die im Auftrag des Continental Congress für die neue US-amerikanische Marine gebaut wurde.